# Jan van Huchtenburg

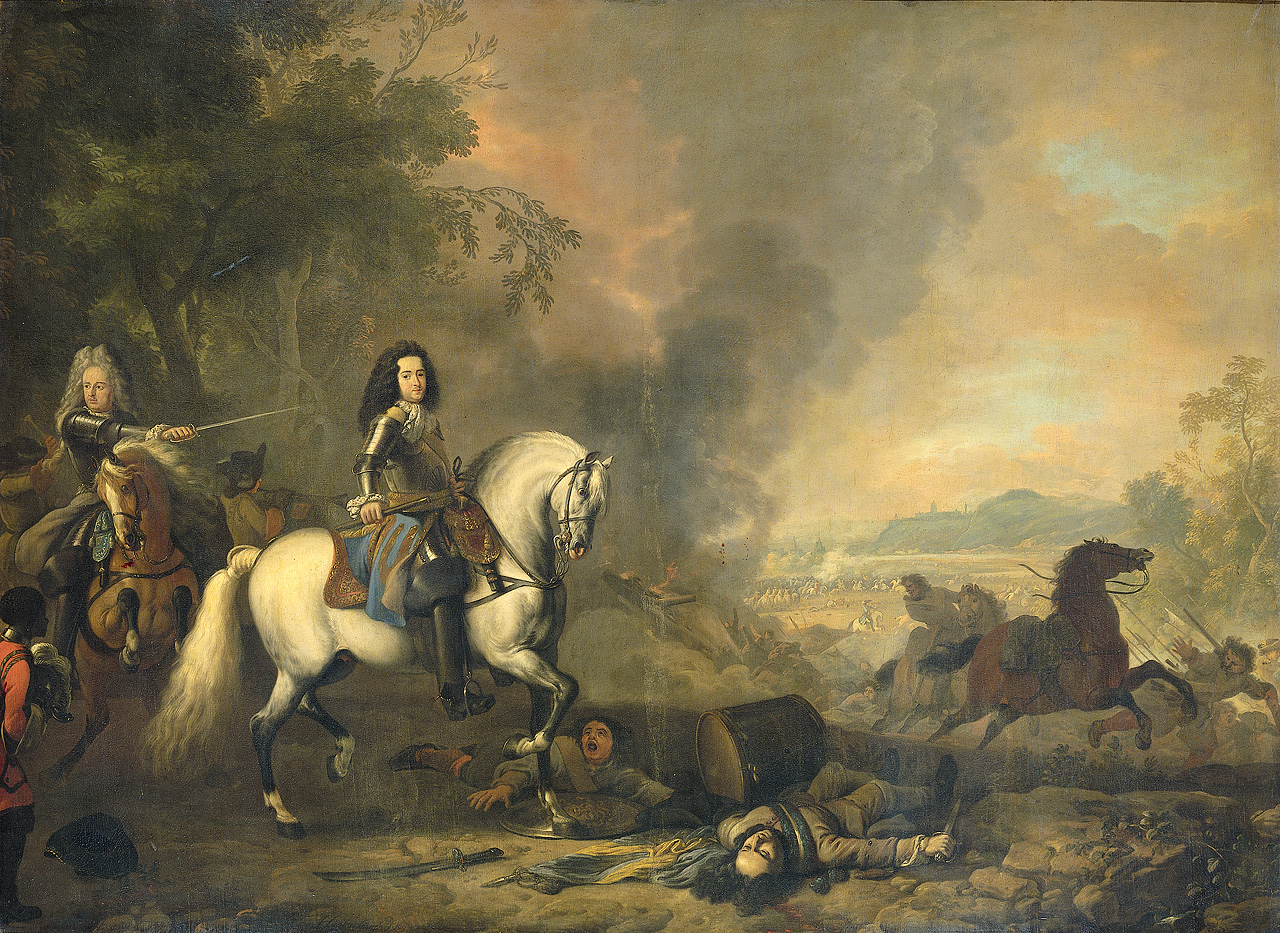
Hendrik Casimir II van Nassau-Dietz (1692)

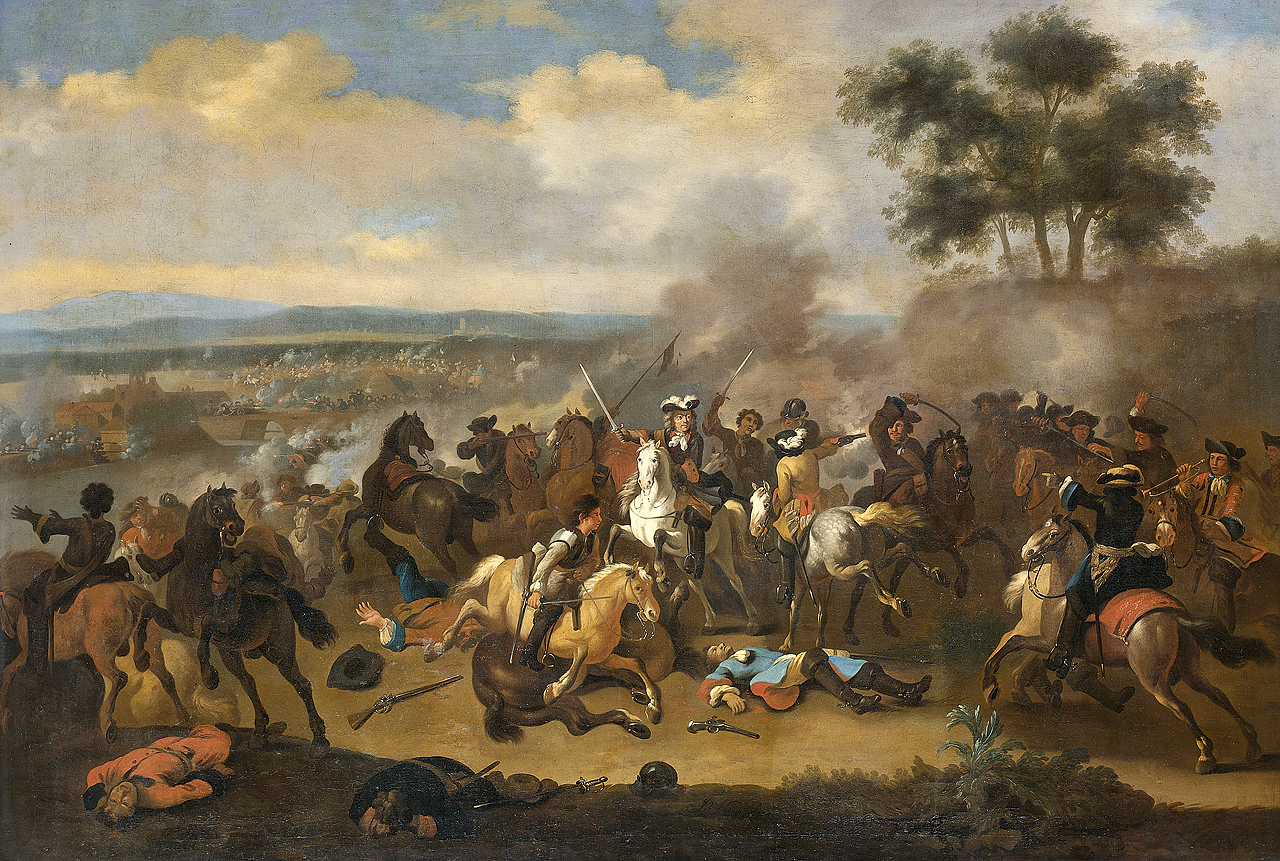
De slag aan de Boyne (Ierland) tussen Jacobus II en Willem III, 12 juli 1690, Jan van Huchtenburg.

Jan van Huchtenburg (Haarlem, 1646 - Amsterdam, 1733) was een Nederlandse schilder van ruiterstukken en slagvelden. Hij was ook graveur van zwarte-kunstprenten, uitgever en kunsthandelaar. Waarschijnlijk is hij een leerling van Thomas Wijck geweest, omdat hij samenwerkte met Jan Wijck. Veel kennis over zijn leven is afkomstig van Arnold Houbraken.
Jan of Johan Huchtenburg werd geboren in Haarlem, zijn vader stierf jong. Zijn broer Jacob was een leerling van Nicolaes Pietersz. Berchem. Die trok in 1662 naar Rome. In 1667 was hij in Parijs. Ook Jan reisde naar Parijs. Daar werkte hij in de Manufacture de Gobelins met Charles Lebrun en Adam Frans van der Meulen. Zijn sketches werden gebruikt voor gobelins waarop veel paarden zijn afgebeeld.
In 1670 was hij terug in Haarlem, en trouwde daar met Elisabeth Mommes, de dochter van zijn voogd. In 1681 was hij in Amsterdam. Huchtenburg assisteerde Gerrit Berckheyde en schilderde de figuren en paarden. In 1683 en 1685 kocht hij een half tuinhuis en een erf tegenwoordig Keizersgracht 611. Blijkbaar een geval van speculatie, want enkele maanden later werd alles opnieuw verkocht.
In 1709 trad hij in dienst van prins Eugenius van Savoye, en reisde mee naar de slagvelden. In opdracht van prins Eugenio ontwierp hij tien schilderijen, waarvan sommige nog in de Galleria Saubada in Turijn hangen. Naderhand zou hij deze reeks nog eens in het klein hebben geschilderd; althans zij worden in 1729 vermeld in het bezit van de makelaar Johannes Staats.
De tien schilderijen betreffen de Slag bij Zenta (1697), Slag bij Chiara (1701), Slag bij Luzara (1702), Slag bij Blenheim (1704), Slag bij Cassano (1705), Slag bij Turijn (1706), Slag bij Oudenaarde (1708), Slag bij Malplaquet (1709), Slag bij Petrovaradin (1716), Slag bij Belgrado (1717),
Huchtenburg schilderde ook John Churchill, de hertog van Marlborough die verrukt was van zijn werk.
In 1715 gaf hij opdracht vier schilderijen in Leipzig te verkopen door de weduwe van Petrus Schenck. De laatste jaren van zijn leven bracht hij door bij zijn dochter op de Bloemgracht in de Jordaan (Amsterdam).

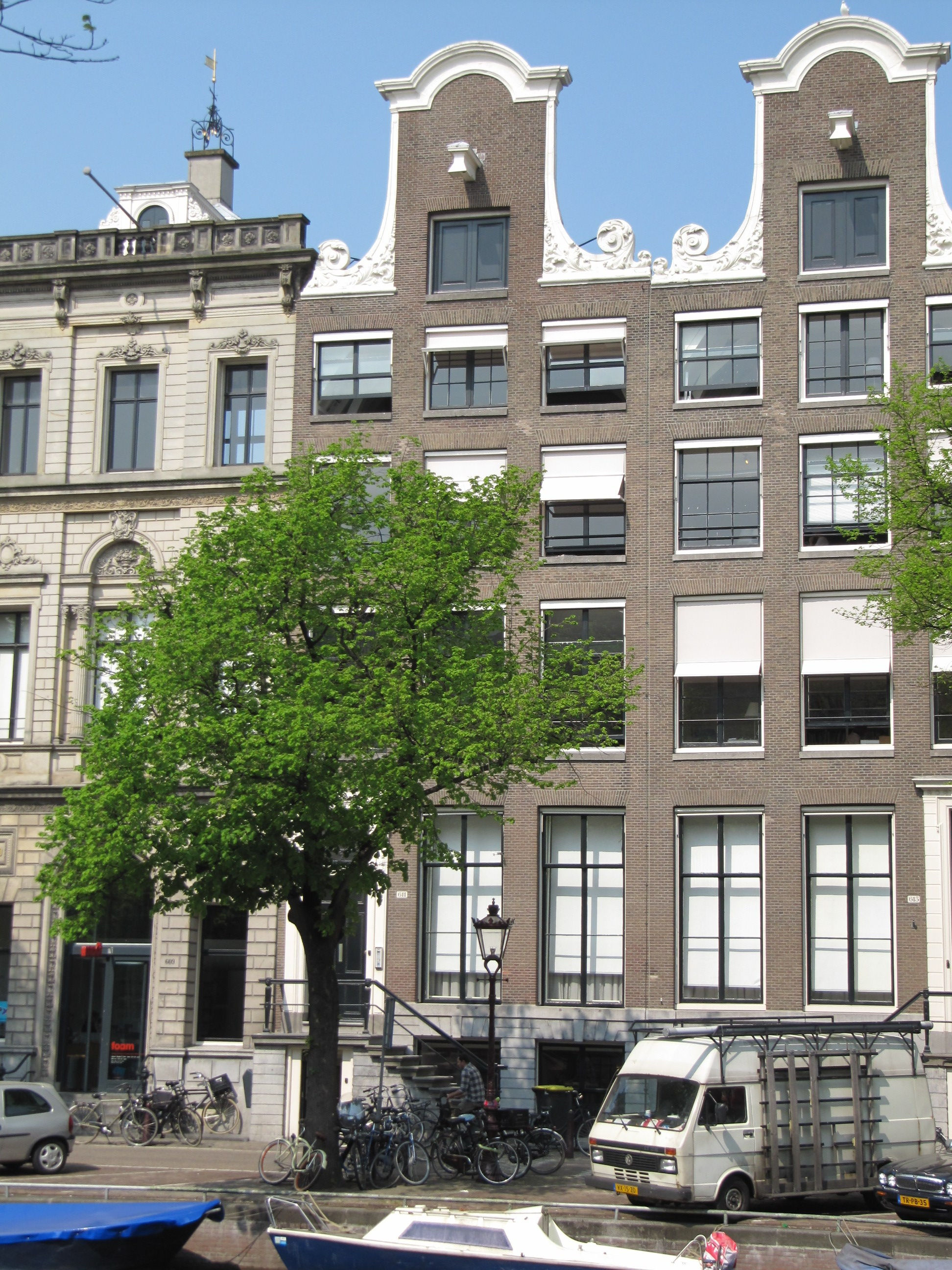
Keizersgracht 611 nu het Foam Fotografiemuseum